# Věra Bílá
Věra Bílá, rozená Věra Giňová (22. května 1954, Rokycany – 12. března 2019, Plzeň), byla česká zpěvačka a hudebnice romské národnosti.

## Život
Narodila se jako jedno ze sedmi dětí Karola Gini. Byla pěvecký i hudební samouk. Vystupovala po celé Evropě dlouhou dobu se skupinou Kale, kterou před několika lety opustila. Zpívala romsky, česky a slovensky. Příležitostně spolupracovala se známou romskou zpěvačkou a hudebnicí Idou Kelarovou (sestra Ivy Bittové).
Věra Bílá měla adoptivního syna; v lednu 2013 byl ve věku 33 let nalezen mrtev. Krátce poté zemřel ve věku 59 let její manžel.
Od roku 2011 zpěvačka žila na ubytovně v Rokycanech. Po výroku soudu se musela vystěhovat z obecního bytu do holobytu, protože neplatila nájemné a zadlužila se hrou na hracích automatech. Její hudební comeback z roku 2018 a plán na evropské turné s kapelou Dušana Čonky nevyšel. V březnu 2019 měla vyjet na turné se zpěvákem Janem Bendigem a dvěma členy někdejší kapely Kale, klavíristou Robertem Červeňákem a kytaristou a zpěvákem Milanem Krokou.
Věra Bílá zemřela v ranních hodinách 12. března 2019 v plzeňské fakultní nemocnici, kde podlehla infarktu. Bylo jí 64 let. Pohřbena byla na hřbitově v Rokycanech.

## Filmografie
- 1976 – Růžové sny, režie Dušan Hanák
- 1980 – Já milujem, ty miluješ, režie Dušan Hanák
- 1999 – Černobílá v barvě, dokumentární film o Věře Bílé
- 2018 – Poslední naděje Věry Bílé, film o pokusu o návrat na scénu, režie David Vondráček, Roman Šantúr

## Nahrávky

### Věra Bílá & Kale – C'est comme ca
- Av Tu A
- Ať jsi černý
- Duj čavore
- Me užarav
- Čhave soven
- Suno mange...
- Miri Ave
- Mre če
- Phenen mange
- Rumunika
- Rodav miri...
- Oh tosara
- Sar paso pani
- Ochto chon

### Věra Bílá – Queen Of Romany
- E Daj Nasval'i
- Me La Na Kamav
- Ara, More
- Ma Dora
- Sar Me Khere Avava
- Sako Rati
- Cirikloro Mirikloro
- Pas O Panori
- Ma Dza Nikhaj
- Chaje, Chaje
- Lol'i Ruze
- Pandzdzenore
- Baron Romane Chavore
- Avca, Chaje
- Te Me Pijav Laches Rosnes

- Věra Bílá & Kale - Rovava
- Věra Bílá & Kale - Kale Kalore
- Věra Bílá & Kale - Rom-Pop